# Sylt Challenger 2000
Il Sylt Challenger 2000 è stato un torneo di tennis facente parte della categoria ATP Challenger Series nell'ambito dell'ATP Challenger Series 2000. Il torneo si è giocato a Sylt in Germania dal 14 al 20 agosto 2000 su campi in terra rossa.

## Vincitori

### Singolare
Jurij Ščukin ha battuto in finale  Jakub Herm-Zahlava con il punteggio di 6–2, 6–4

### Doppio
Ion Moldovan /  Jurij Ščukin hanno battuto in finale  Ashley Fisher /  Gareth Williams con il punteggio di 6–4, 6–2